# Lucy Shapiro
Lucy Shapiro (New York, 16 luglio 1940) è una biologa statunitense.
Il suo lavoro ha favorito la comprensione delle basi della funzione delle cellule staminali e della generazione della diversità biologica.

## Primi anni e istruzione
Lucy Shapiro è nata a Brooklyn in una famiglia ebraica. Sua madre era un'insegnante di scuola elementare e suo padre un immigrato ucraino. Ha frequentato la High School of Music & Art and Performing Arts con una specializzazione in Belle Arti.
Ha conseguito la specializzazione sia in belle arti che in biologia presso il Brooklyn College nel 1962. Ha scritto la sua tesi di laurea sul poeta fiorentino Dante, esplorando il motivo per cui avesse scelto di scrivere in volgare piuttosto che in latino. Dopo che il professor Theodore Shedlovsky della Rockefeller University la convinse a seguire un corso di chimica organica, si interessò sia agli aspetti visivi che al rigore intellettuale della chimica organica. Ha conseguito il dottorato di ricerca in biologia molecolare nel 1966 presso l'Albert Einstein College of Medicine, dove ha lavorato con J. Thomas August e Jerard Hurwitz alla prima polimerasi RNA-dipendente. 
Shapiro ha pubblicato una riflessione sui suoi primi giorni a Brooklyn e sulla sua vita scientifica nel Journal of Biological Chemistry.

## Carriera

### Ricerca scientifica
Dopo sei mesi come studente post-dottorato all'Albert Einstein College of Medicine, le fu chiesto di unirsi alla facoltà e di istituire il suo laboratorio. Shapiro era affascinata da come un codice genetico unidimensionale, il DNA, potesse essere tradotto in organismi tridimensionali. Ella voleva esaminare la struttura tridimensionale e il comportamento delle cellule viventi reali. "Ho trovato l'organismo più semplice possibile e ho iniziato a imparare il funzionamento dei componenti multipli di una cellula vivente." Selezionò un organismo monocellulare, il Caulobacter crescentus, e tentò di identificarne i processi biologici specifici che controllano il ciclo cellulare.
Ciò che lei e i suoi studenti avevano scoperto ribaltò le convinzioni accettate sulla biologia cellulare batterica. In ogni ciclo cellulare, il Caulobacter si divide asimmetricamente in due figli. Uno, la cellula dello sciame, ha un flagello a coda che lo aiuta a nuotare, l'altra cellula figlia ha un gambo che la fissa a una superficie. Le cellule dello sciame diventano cellule inseguite dopo un breve periodo di motilità. La replicazione cromosomica e la divisione cellulare si verificano solo nelle cellule inseguite. Piuttosto che contenere una miscela di proteine uniformemente dispersa, il Caulobacter a cellula singola assomiglia a una fabbrica altamente organizzata, con specifici "macchinari" che regolano ogni fase del ciclo cellulare per garantire che i cambiamenti si verifichino in tempi di sviluppo appropriati. Il DNA viene copiato una volta per ciclo da un particolare gruppo di molecole. Una volta posizionata una singola copia del DNA in ciascuna metà della cellula, altri meccanismi restringono il centro della cellula per separarla in due figlie. Shapiro è stata la prima a dimostrare che la replicazione del DNA batterico avviene in modo spazialmente organizzato e che la divisione cellulare dipende da questa organizzazione spaziale.
Alla fine degli anni '90 fu in grado di studiare le basi genetiche della progressione del ciclo cellulare e di conseguenza l'identificazione di tre proteine regolatorie, DnaA, GcrA e CtrA, che controllavano comportamenti temporali e spaziali complessi che interessano un gran numero di geni. Con Dickon Alley e Janine Maddock, Shapiro fu in grado di dimostrare che le proteine del chemiorecettore occupano aree specifiche all'interno della cellula. Insieme a Christine Jacobs-Wagner e Janine Maddock dimostrò che la fosfochinasi di segnalazione aveva anche posizioni specifiche ai poli delle cellule. Nel 2005, usando una microscopia time-lapse e dei tag fluorescenti, Shapiro fu in grado di dimostrare che le regioni cromosomiche sono duplicate sia in modo ordinato che in una posizione specifica, coinvolgendo "un grado di organizzazione spaziale molto più elevato di quanto si pensasse in precedenza".
Studiando la regolazione del ciclo cellulare, la divisione cellulare asimmetrica e la differenziazione cellulare, il lavoro di Shapiro ha portato a una comprensione molto più profonda dei processi genetici e molecolari che causano la divisione di cellule batteriche identiche in diversi tipi di cellule. Questi sono i processi alla base di tutta la vita, dai batteri monocellulari agli organismi multicellulari. Il processo del ciclo cellulare del Caulobacter mostra anche somiglianze con la divisione delle cellule staminali, in cui sorgono due cellule distinte, una delle quali differisce dalla cellula madre mentre l'altra no.
Dal 1995 il suo lavoro con Harley McAdams ha applicato approfondimenti e tecniche di analisi dal campo dei circuiti elettrici ai batteri per esaminare il funzionamento dei sistemi biologici nel loro insieme. La modellazione computazionale basata sul genoma, in particolare l'esame delle reti regolatorie, sta diventando sempre più importante per la biologia dei sistemi. L'esame della logica di controllo del ciclo cellulare del Caulobacter come una macchina a stati porta a comprendere la regolazione del ciclo cellulare batterico come un fenomeno cellulare intero.

### Biotecnologia
Nel 2002 Shapiro ha fondato Anacor Pharmaceuticals con suo marito Harley McAdams e con il chimico Stephen Benkovic della Pennsylvania State University. Situato a Palo Alto, lo scopo dell'azienda biotecnologica è quello di progettare e sviluppare nuovi tipi di antibiotici e antimicotici. Hanno sviluppato una nuova classe di piccole molecole che coinvolgono un atomo di boro e hanno prodotto uno dei due nuovi agenti antifungini ad essere stati creati negli ultimi 25 anni approvato dalla FDA come trattamento per il fungo delle unghie dei piedi di nome Kerydin. Un secondo farmaco, il Crisaborole, per la dermatite atopica, ha avuto un trial di fase III di successo nel 2015. Nel 2015 Shapiro, Benkovic, Fink e Schimmel hanno fondato la Boragen LLC per utilizzare la libreria contenente boro per il modello domestico e l'agricoltura. 

### Cause
Shapiro è stata consulente sia per l'amministrazione Clinton che per la seconda amministrazione Bush. Fa parte del Center for International Security and Cooperation presso il Freeman Spogli Institute for International Studies della Stanford University. È particolarmente preoccupata per il potenziale impatto delle malattie infettive emergenti. Ci sono una serie di problemi che rendono le malattie infettive una preoccupazione particolarmente significativa. Un problema è lo sviluppo di microbi resistenti agli antibiotici, che sono emersi a causa dell'uso eccessivo di questi ultimi a partire dagli anni '50. Shapiro è coinvolta nello sviluppo di farmaci che attaccheranno sia un determinato batterio che i suoi meccanismi di resistenza ai farmaci, per prevenire lo sviluppo di ceppi resistenti ai farmaci. Un'altra preoccupazione è l'introduzione di batteri in popolazioni precedentemente non esposte, a causa dell'aumento dei viaggi, dell'espansione della popolazione in aree precedentemente non esplorate e dei cambiamenti climatici. Ciò include lo sviluppo di malattie zoonotiche che viaggiano da una specie all'altra, come l'influenza. Per affrontare le minacce biologiche naturali o sviluppate intenzionalmente è essenziale comprendere i meccanismi coinvolti internamente nelle cellule e nelle popolazioni di cellule nei loro ambienti. Shapiro sottolinea l'importanza di comprendere la complessità dei sistemi viventi e la necessità di essere consapevoli del fatto che gli interventi possono avere conseguenze inattese.

## Premi e onorificenze
- 2014: Premio Pearl Meister Greengard[14]
- 2013: ASCB Women in Cell Biology Lifetime Achievement Award, American Society for Cell Biology[15]
- 2012: Premio Louisa Gross Horwitz, con Richard Losick e Joe Lutkenhaus[5][16]
- 2012: Dean's Medal, Stanford University School of Medicine
- 2011: National Medal of Science[10][17]
- 2010: Distinguished Alumna, Albert Einstein College of Medicine
- 2010: Abbott Lifetime Achievement Award, American Society for Microbiology[18][19]
- 2009: Canada Gairdner International Award con Richard Losick[3][20][21]
- 2009: John Scott Legacy Medal and Premium, con Harley McAdams
- 2008: Hitchcock Professorship, UC Berkeley
- 2005: Premio Selman A. Waksman in Microbiologia[22]
- 2003: Eletta alla American Philosophical Society[23]
- 1994: National Academy of Sciences[1]
- 1993: American Academy of Microbiology
- 1992: American Academy of Arts and Sciences
- 1991: Institute of Medicine della National Academy of Sciences
- 1983: Distinguished Alumna, Brooklyn College